# Operatie Cromwell
Operatie Cromwell was de codenaam voor een Britse verdedigingsoperatie tegen een mogelijke vijandelijke landing tijdens de Tweede Wereldoorlog.

## Geschiedenis
Nadat de Duitsers in mei 1940 het westen hadden aangevallen en achtereenvolgens Nederland, België en Frankrijk tot overgave hadden gedwongen, was het opperbevel van de Wehrmacht plannen aan het maken voor de invasie van het Britse eiland, genaamd Operatie Seelöwe. In september 1940 stelde de Britse leiding daarom een verdedigingsplan in werking. Onder de noemer 'Cromwell' zouden bij aanstormende Duitse troepen in het hele land de kerkklokken gaan luiden. 
Aan de stranden werden de reguliere militairen bijgestaan door leden van de British Home Guard. Het Britse opperbevel hoopte hiermee een Duitse landing al op de stranden te kunnen aanpakken. Doordat de Duitsers de Slag om Engeland verloren en later een front aan het oosten en in Noord-Afrika openden, werd de invasie voor onbepaalde tijd uitgesteld. Uiteindelijk kwam het nooit meer van een Duitse invasie en in 1944 gingen de Britten, samen met de Amerikanen en Canadezen, tijdens Operatie Overlord zelf in de aanval.